# Barbarella (tecknad serie)
Barbarella (original Barbarella) är en fransk tecknad science fiction-serie. Den skapades 1962 av Jean-Claude Forest och publicerades därefter som fyra albumhistorier. Serien filmatiserades 1968 via filmen med samma namn och med Jane Fonda i huvudrollen.

## Historik
Barbarella tecknades fram till 1981, med det sista albumäventyret tecknat av Daniel Billon men i samma stil. Den inledande episoden 1962 var början på en trend med sexuellt frispråkiga "popserier", vilka präglades av tidens designmode och var direkt riktade till en vuxen läsekrets. Detta var vid en tid då bland andra James Bond, Modesty Blaise och italienska fumetti neri lyfte fram gränserna för sexuell frispråkighet och kvinnliga rollgestaltningar inom populärkulturen, under ett decennium som fick uppleva "den sexuella revolutionen". 
Forests serie kombinerade senare sina fantastiska och moraliskt lössläppta äventyr med ett visst poetiskt anslag och vemod. 1974 kom albumet Les Colères du mange-minutes 'Minutslukarens ilska'), 1978 Le Semble Lune ('Månlåtsaren') och 1982 Le Miroir aux tempêtes ('Stormarnas spegel'). Tidigare under 1970-talet hade han vidareutvecklat sin teckningsstil via den mer fabulerande vuxenserien Hypocrite (tre album), och parallellt hade han även inlett en produktion av äventyrsserier för barn via Mystérieuse, matin, midi et soir – en fri bearbetning av Jules Vernes Den hemlighetsfulla ön.
1968 gjordes en filmatisering av serien, i regi av Roger Vadim. Hans dåvarande hustru Jane Fonda spelad huvudrollen som den sexuellt frigjorda rymdfarerskan Barbarella. I samband med filmen översattes det första seriealbumet till ett antal olika språk; 1969 kom en översättning till svenska på Semic Press och i översättning av Sture Hegerfors.
Barbarella har även inspirerat till andra inslag i populärkulturen. Den brittiska popgruppen Duran Duran tog sitt namn efter bifiguren Durand Durand i långfilmen, och när gruppen bildades 1978 fanns i Birmingham bland annat nattklubben Barbarella. 1971 grundades i svenska Växjö Discotheque Barbarella.

## Album (med fransk utgivningshistoria)
- Barbarella, Le Terrain vague, 1964 et 1966. Förbjuden av den franska censuren.
  - Barbarella, Le Terrain Vague, 1968. Utgåva med foton från filmen på omslaget. Barbarella framträder påklädd i serien.
  - Barbarella, Livre de poche, 1974. Forest färglägger modifieringarna från 1968, i svart/vitt.
  - Barbarella, Dargaud, 1984. Barbarella är här modifierad och framställs äldre, i färg.
  - Barbarella, J'ai lu, 1988.

- Les Colères du mange-minutes, Kesselring, 1974.
  - Les Colères du mange-minutes, Livre de poche, 1975, i svart/vitt.
  - Les Colères du mange-minutes, Narval coule à pic och Adieu spectra, Dargaud 16/22, 1980/1981/1982, i färg.
  - Les Colères du mange-minutes, Dargaud, 1985, utgågan från 1974, nu i färg.

- Le Semble Lune, Pierre Horay, 1977, i färg.
  - Le Semble-Lune et Les compagnons du Grand Art, Dargaud 16/22, 1979/1980, i färg.

- Le Miroir aux tempêtes, med illustrationer av Daniel Billon, Albin Michel, 1982, i färg.

- Barbarella, samlingsutgåva i två band, Les Humanoïdes Associés, 1995 (första bandet). Detta motsvarar de båda utgåvorna från Dargaud 1984/1985 men nu i svart/vitt.